# Am Bruch
Am Bruch ist eine Ortslage im Norden der bergischen Großstadt Wuppertal.

## Lage und Beschreibung
Die Ortslage befindet sich im Süden des Wohnquartiers Uellendahl-West im Stadtbezirk Uellendahl-Katernberg auf einer Höhe von 211 m ü. NHN an der heutigen Albert-Schweitzer-Straße. Der Name Am Bruch ist als eigenständige Bezeichnung für diese Ortslage mehrheitlich nicht mehr im Bewusstsein der Bevölkerung vorhanden, der ursprüngliche Wohnplatz ist in der Wohn- und Gewerbebebauung entlang der Albert-Schweitzer-Straße und Uellendahler Straße aufgegangen.
Benachbarte Ortslagen, Hofschaften und Wohnplätze sind Uellendahl, Am Gebrannten, Röttgen, Auf der Nüll, Am Brucher Häuschen, Weinberg, Mangen, Am Haken und Kempers Häuschen.

## Etymologie und Geschichte
Bruch ist eine häufige Bezeichnung für ein Sumpfgebiet. Der Name ist vermutlich auf die Lage in der Talaue des Mirker Bachs zurückzuführen.
Am Bruch ist auf der Topographia Ducatus Montani des Erich Philipp Ploennies aus dem Jahre 1715 als aufm Brug verzeichnet. Im 19. Jahrhundert gehörte Am Bruch zur Uellendahler Rotte der Oberbürgermeisterei Elberfeld. Der Ort ist auf der Topographischen Aufnahme der Rheinlande von 1824 als a.Bruch. und auf der Preußischen Uraufnahme von 1843 als Wolf eingezeichnet.
1815/16 werden acht Einwohner gezählt. Der laut der Statistik und Topographie des Regierungsbezirks Düsseldorf 1832 als Ackergut und Handwerkerwohnung kategorisierte Ort wurde als aufm Bruch. bezeichnet und besaß zu dieser Zeit drei Wohnhäuser und zwei landwirtschaftliche Gebäude. Zu dieser Zeit lebten 43 Einwohner im Ort, alle evangelischen Glaubens.